# Канарський Павло Олексійович
Павло́ Олексі́йович Кана́рський (рос. Павел Алексеевич Канарский; 25 лютого 1982, м. Москва, СРСР) — російський хокеїст, захисник. Виступає за «Металург» (Новокузнецьк) у Континентальній хокейній лізі.

## Життєпис
Вихованець хокейної школи «Крила Рад» (Москва). Виступав за «Крила Рад» (Москва), «Дизель» (Пенза), ТХК (Твер), «Кристал» (Саратов), СКА (Санкт-Петербург), «Сєвєрсталь» (Череповець), «Єрмак» (Ангарськ), «Сариарка» (Караганда).